# Шметтау, Самуэль фон
Рейхсграф Самуэль фон Шметтау (нем. Samuel von Schmettau; 1684—1751) — прусский генерал-фельдмаршал, гроссмейстер артиллерии, географ и картограф, куратор Прусской королевской академии наук. Тесть князя Д. А. Голицына.

## Биография
Родился в Берлине 24 марта 1684 года, происходил из старинного венгерского дворянского рода, в начале X века переселившегося в графство Глац в Германии.
В 1700 году Шметтау был опредён кадетом в датский кирасирский полк, шефом которого был его дядя, граф Вильгельм фон Шметтау. Выступив с этим полком в Нидерланды, он служил волонтером у инженера Кугорна, находился при осаде Бонна. В 1703 году фон Шметтау был поручиком Анспахского драгунского полка и за Гохштетское сражение произведён в капитаны. Затем, снова поступив волонтером в инженеры, участвовал в осадах Остенде, Мене, Уденарда, Рисселя и других крепостей.
В чине майора и адъютанта наследного принца Гессенского, Шметтау познакомился с графом Шуленбургом и по его рекомендации был принят в штаб принца Евгения Савойского, с которым находился в битвах при Мальплаке и Денене, и в походе на Рейне. Когда Анспахский полк перешёл на саксонскую службу, Шметтау последовал за ним, не приняв предложения Карла XII определиться в шведскую армию с чином генерал-квартирмейстера.
Шметтау был в походе с саксонцами к Штральзунду, а оттуда в Польшу, где за отличие, оказанное в сражении при Ковалево, произведён в полковники артиллерии.
В 1717 году Шметтау отправился волонтером в Венгрию, был в сражении при Белграде и взятии этого города и на следующий год повёл туда саксонский вспомогательный корпус. Принц Евгений предложил Шметтау перейти в австрийскую службу, что он и сделал с позволения саксонского курфюрста и был в 1719 году произведён в генерал-майоры.
Посланный с графом Мерси в Неаполь и Сицилию, он участвовал в неудачном для австрийцев сражении при Вилла-Франке, принудил Мессину сдаться, и по заключении мира, получил поручение составить карту и статистическо-топографическое описание Сицилии, что было им исполнено.
Далее Шметтау находился сначала в Венгерском походе, потом в Верхней Италии, на Корсике и в Германии, и к 1735 году был назначен фельдцейхмейстером, а в 1741 году произведён в генерал-фельдмаршалы.
Зависть и недоброжелательство гофкригсрата наскучили ему в Австрии и он, как прусский подданный, при начале Первой Силезской войны принял предложение Фридриха II вернуться в Пруссию, однако же с условием не служить против австрийцев. Фридрих назначил его посланником к дворам Людовика XV и императора Карла VII, от которого Шметтау получил графский титул.
По окончании же войны, он был наименован президентом вновь преобразованной Берлинской академии наук. Здесь он потратил много времения на занятия географией. Им были составлены карты Сицилии, обоих герцогств Мекленбургских и военно-топографическая карта Богемии.
Скончался в Берлине 18 августа 1751 года. Среди прочих наград он имел орден Чёрного орла.

## Семья
Был дважды женат. Его первой женой была Мария Шарлотта фон Бойен (умерла 8 сентября 1739 года), от которой у него было несколько детей, в том числе:
- Самуэль Фридрих Август (8 мая 1728 года — ?)
- Мария Анна Каролина (28 июля 1731 — ?), с 1749 года замужем за Петром Лефортом (1719—1796), русским генерал-майором.
- Мария Максимилиана (3 октября 1732 — ?), канонистка.

После смерти своей первой жены 24 сентября 1740 года женился на Марии Иоганне фон Риффер (11 ноября 1718 — 27 апреля 1771). От этого брака также были дети:
- Адельхайд Амалия[нем.] (28 августа 1748 — 27 апреля 1806) 14 августа 1768 года вышла замуж за князя Голицына (1734—1803). В Берлине у Голицыных родилась дочь Марианна (7 декабря 1769 года), через год в Гааге — сын Дмитрий (22 декабря 1770 года).
- Фридрих Вильгельм Карл фон Шметтау (1743—1806) был генералом прусской службы и, подобно отцу, с большим успехом занимался географией.
- Фридрих Генрих Фердинанд (25 октября 1741 — 22 февраля 1793), прусский капитан. В 1776 году женился на Луизе Амалии фон Каленберг (11 ноября 1756 — 9 марта 1827).
- Джозефа (21 ноября 1744 — ?).

Брат фельдмаршала, Карл Христофор фон Шметтау во время Семилетней войны был генерал-лейтенантом прусской армии и особенно отличился при защите Дрездена против австрийцев в 1759 году.